# Txúlman
Txúlman - Чульман (rus) és un possiólok rus de la República de Sakhà, a la vora del riu Txúlman, a 30 km al nord de Neriungri.